# ムハメド・チャム
ムハメド・チャム・サラチェヴィッチ（Muhammed Cham Saračević、2000年9月26日 - ）は、オーストリア・リンツ出身のサッカー選手。ポジションはMF。

## 経歴
2006年にオーストリアのSCレッド・スター・ペンツィンクでキャリアをスタートさせ、2016年にVfLヴォルフスブルクの下部組織に入団。2018年にリザーブリームへと昇格したが、トップチームデビューは叶わず、2019年9月1日に母国オーストリアのFCアドミラ・ヴァッカー・メードリングへ移籍した。
2020年10月6日、6年契約でクレルモン・フットに加入した。また、加入と同時に2020-21シーズンはデンマークのヴェンシュセルFFにレンタル移籍することも併せて発表された。2021年7月13日、2021-22シーズンはSCアウストリア・ルステナウにレンタルで加入することが決定した。

## 代表経歴
2018年からオーストリアの世代別代表に招集され、2022年9月25日、UEFAネーションズリーグのクロアチア代表戦にて、62分にマルコ・アルナウトヴィッチとの途中交代でオーストリア代表初キャップを記録した。